# Saison 2018 de l'équipe cycliste Monkey Town Continental
La saison 2018 de l'équipe cycliste Monkey Town Continental est la onzième de cette équipe.

## Préparation de la saison 2018

### Arrivées et départs
| Arrivées          | Équipe 2017                 |
| ----------------- | --------------------------- |
| Jordy Buskermolen | Swift-Avanti-Bollenstreek   |
| Wim Kleiman       | Sensa-Kanjers voor Kanjers  |
| André Looij       | Roompot-Nederlandse Loterij |
| Mārtiņš Pluto     | WV Noord-Holland            |
| Peter Schulting   | Destil-Jo Piels             |
| Joey van Rhee     | Destil-Jo Piels             |

| Départs        | Équipe 2018             |
| -------------- | ----------------------- |
| Joris Blokker  | Retraite                |
| Yannick Detant | Retraite                |
| Gijs Meijer    | Delta Cycling Rotterdam |
| Bram Nolten    | Retraite                |
| Remco te Brake | Retraite                |
| Milan Veltman  | Retraite                |

## Coureurs et encadrement technique

### Effectif
| Cycliste            | Date de naissance | Nationalité | Équipe 2017                 |  |
| ------------------- | ----------------- | ----------- | --------------------------- |  |
| Stephan Bakker      | 17 avril 1994     | Pays-Bas    | Monkey Town Continental     |  |
| Jordy Buskermolen   | 22 septembre 1991 | Pays-Bas    | Swift-Avanti-Bollenstreek   |  |
| Maarten de Jonge    | 9 mars 1985       | Pays-Bas    | Monkey Town Continental     |  |
| Wim Kleiman         | 19 mars 1993      | Pays-Bas    | Sensa-Kanjers voor Kanjers  |  |
| André Looij         | 25 mai 1995       | Pays-Bas    | Roompot-Nederlandse Loterij |  |
| Barry Markus        | 17 juillet 1991   | Pays-Bas    | Monkey Town Continental     |  |
| Jasper Ockeloen     | 10 mai 1990       | Pays-Bas    | Monkey Town Continental     |  |
| Mārtiņš Pluto       | 13 janvier 1998   | Pays-Bas    | WV Noord-Holland            |  |
| Antonio Santoro     | 13 septembre 1989 | Italie      | Monkey Town Continental     |  |
| Peter Schulting     | 19 août 1987      | Pays-Bas    | Destil-Jo Piels             |  |
| Ivar Slik           | 27 mai 1993       | Pays-Bas    | Monkey Town Continental     |  |
| Rick van Breda      | 16 février 1990   | Pays-Bas    | Monkey Town Continental     |  |
| Sven van Luijk      | 13 octobre 1989   | Pays-Bas    | Monkey Town Continental     |  |
| Mel van der Veekens | 5 octobre 1998    | Pays-Bas    | Monkey Town Continental     |  |
| Joey van Rhee       | 14 novembre 1992  | Pays-Bas    | Destil-Jo Piels             |  |
| Marco Zanotti       | 10 septembre 1988 | Italie      | Monkey Town Continental     |  |

## Bilan de la saison

### Victoires
| Victoires | Victoires                  | Victoires | Victoires | Victoires   | Victoires |
| Date      | Course                     | Pays      | Classe    | Vainqueur   |           |
| --------- | -------------------------- | --------- | --------- | ----------- | --------- |
| 23 fév.   | 2e étape du Tour d'Antalya | Turquie   | 2.2       | Wim Kleiman |           |
| 28 avr.   | Himmerland Rundt           | Danemark  | 1.2       | André Looij |           |